# (3664) Anneres
(3664) Anneres ist ein Asteroid des Hauptgürtels, der am 24. September 1960 vom niederländischen Forscherteam Cornelis Johannes van Houten, Ingrid van Houten-Groeneveld und Tom Gehrels im Rahmen des Palomar-Leiden-Surveys entdeckt wurde.
Der Name wird von Anna Theresia („Anneres“) Schmadel, Ehefrau von Lutz D. Schmadel, Astronomisches Rechen-Institut in Heidelberg hergeleitet.